# Aéroport de Portorož
L'aéroport de Portorož (code IATA : POW • code OACI : LJPZ), est un aéroport situé à Sečovlje, en Slovénie.

## Situation
| \| 20 km1:957 000 \| Maribor Ljubljana Portorož |
| 20 km1:957 000                                  |